# Koridor Zarafšan-Karakum
Koridor Zarafšan-Karakum mreža je puteva na Putu svile i jedan je od njegovih najvažnijih dionica duljine od 866 km u surovim planinama, plodnim riječnim dolinama i nenastanjivoj pustinji. Koridor od istoka ka zapadu prati rijeku Zarafšan i nastavlja se prema jugozapadu, prolazi kroz Uzbekistan, Tadžikistan i Turkmenistan, prolazeći kroz tri mjesta svjetske baštine: Samarkand, Buharu i oazu Merv u pustinji Karakum.
Put svile, a posebno ovaj dio, smatra se talištem etničkih skupina, kultura i religija zbog svoje orijentacije istok-zapad i povezanosti s drugim koridorima. Ovdje se odvijala živahna razmjena znanosti i tehnologije od 2. stoljeća prije Krista do 16. stoljeća. Koridor Zarafšan-Karakum doživio je tri prosperitetna razdoblja: uspon sogdijskih trgovaca između 5. i 8. stoljeća; uspješnu trgovinu s muslimanskim svijetom i šire između 10. i 12. st. (Seldžuci i Horezmijsko Carstvo), te značajan razvoj znanosti, kulture, urbanog planiranja i gospodarstva pod mongolskom vlašću od 13. do 17. stoljeća (posebice Timuridskog Carstva).
Zbog toga je ovaj koridor upisan na UNESCO-ov popis mjesta svjetske baštine u Aziji 2023. godine. 

## Lokaliteti
Zaštićena su 34 lokaliteta, uključujući luksuzne trgovačke rezidencije, citadele, ranoislamske hipostilne džamije sa velikim minaretima, bogate sufističke zgrade, napredni sustavi za navodnjavanje i širok raspon karavan-saraja, čije održavanje duž koridora svjedoči o živoj trgovini i kulturnoj razmjeni regije:
1. Naselje Hisorak (Tadžikistan, slika gore desno) - najveći planinski urbani spomenik (preko 7 ha) u središnjoj Aziji, smješten na 2250 m nadmorske visine, s izvrsnom očuvanošću arhitekture iz 7. i 8. st.
2. Tvrđava na planini Mugh (Tadžikistan) - poznato po nalazu „Sogdijskih dokumenata” iz 8. st.
3. Naselje Kum (Tadžikistan) - vrlo dobro očuvan dvorac, palača, kuća i utvrda, gdje je posljednji sogdijski vladar Panjakenta, Davastich, tražio utočište od progona.
4. Naselje Gardani Hisor (Tadžikistan) - jedino potpuno iskopano seosko naselje Sogdijanaca.
5. Tvrđava Tali Hamtuda (Tadžikistan) - izvanredan primjer kasnoantičke i ranosrednjovjekovne tvrđave u regiji.
6. Mauzolej Hodže Muameda Bašoroa (Tadžikistan) - raskošno urešen s pročeljem iz 14. st. ukrašenim rezbarenom terakotom i interijerom urešenim izrezbarenim drvetom, pločicama, majolikom, te neglaziranom i glaziranom terakotom.
7. Sustav za navodnjavanje Toksankoriz (Tadžikistan) - kanal nalik galeriji iskopan kroz stijenu; najbolje očuvani vodeni tunel u slivu rijeke Serafshan.
8. Naselje Sandžaršah (Tadžikistan) -  sogdijski grad i jedno od najvažnijih urbanih središta na području Penjikenta sa zgradama iz 8. st. do 6 m visine.
9. Stari Pandžakent (Tadžikistan) - sogdijska kneževska prijestolnica iz 7. i 8. st.; važno arheološko nalazište.
- 3. Naselje Kum
- 7. Sustav za navodnjavanje Toksankoriz
- 9. Pandžakentski mural, 6.-8. st., Nacionalni muzej starina Tadžikistana
- 12. Naselje Kafirkala
- 15. Mauzolej Mir Sajida Bahroma

10. Hram Džartepe II. (Uzbekistan) - zoroastrijski hram i ekstramuralno pan-sogdijsko svetište kulta Nane iz 5. st.

11. Sulejmantepa (Uzbekistan) - kršćanski samostan „Crkve Istoka” (5.-14. st.)
12. Naselje Kafirkala (Uzbekistan) - rezidencija Ikšida (predislamskih vladara) primjer je korištenja vodnih resursa i sustava utvrđivanja.
13. Naselje Dabusija (Uzbekistan) - središte protoindustrije, obrtništva i znanosti od 6.-19. st.
14. Arhitektonski kompleks Kasima Šeika (Uzbekistan) -
15. Mauzolej Mir Sajida Bahroma (Uzbekistan) - u potpunosti sačuvani mauzolej odražava razvoj srednjoazijske arhitekture.
16. Karavansaraj Rabat-i Malik (Uzbekistan) - Izgrađen između 1068. i 1080. god., karavan-saraj bio je jedan od najvećih te vrste, danas je ostao samo luk.
17. Rabat-i Malik sardoba (Uzbekistan) - cisterna iz 11. st. za opskrbu vodom Rabat-i-Malika s kupolom od 12 m.
18. Džamija u Degaronu (Uzbekistan) - jedna od najranijih islamskih građevina u Uzbekistanu koja oblikom sliči zoroastrijskom hramu.
19. Časma-i Adžub Hazira (Uzbekistan) - mauzolej iz razdoblja vladavine Karahanida od 11. do sredine 15. st.
20. Naselje Vardanze (Uzbekistan) - rezidencija Vardan Hudata (kraljeva Vardane) drevne agrarne zemlje Buhare od 4. do 8. st
21. Minaret u Vobkentu (Uzbekistan) - raskošni minaret izgrađen između 1196. i 1197. god.
22. Arhitektonski kompleks Baha-ud-Din Nakšband (Uzbekistan) - Grobnica Bahauddina Naqshbanda je važno mjesto hodočašća.
23. Nekropola Čor Bakr (Uzbekistan) - najveći nekropolski kompleks u regiji Buhara, s jedinstvenim unutarnjim dizajnom.
24. Naselje Varahša (Uzbekistan) - važno vojno uporište na zapadnoj granici oaze s jako utvrđenom citadelom i palačom s izvanrednim zidnim slikama u "Crvenoj" i "Plavoj" dvorani i rezbarenim alabasternim ukrasima iz 8. st.
25. Paikendsko naselje (Uzbekistan) - sogdijski grad iz 4. i 2. st. pr. Kr., stoljećima zakopan pod pijeskom, naziva se „Pompejima Azije”.
- 16. Karavansaraj Rabat-i Malik
- 17. Rabat-i Malik Sardoba
- 19. Časma-i Ajub Hazira
- 21. Minaret u Vobkentu
- 23. Nekropola Čor Bakr

26. Naselje Amul, današnji Turkmenabat (Turkmenistan) - jedno od najvažnijih urbanih središta Horasana; administrativno i kulturno središte srednje regije Amu Darje.
27. Mansaf karavanseraj (Turkmenistan) - mjesto odmora, rabad iz 9.-12. st.
28. Mansaf karavanseraj (Turkmenistan) - složeni infrastrukturni sustav koji je stoljećima podržavao trgovinu i putovanja
29. Karavansaraj Konegala (Turkmenistan) - karavansaraj na dijelu Amul- Merv koji datira iz 10. do početka 13. st.
30. Tahmaladž (Turkmenistan) -
31. Karavansaraj Akja Gala (Turkmenistan) - izvanredan je primjer karavan -saraja iz 9. do 12. st. u surovom pustinjskom okruženju Karakuma.
32. Karavansaraj Giziljdža Gala (Gyzylja Gala) (Turkmenistan) - karavansaraj koji datira iz 8. do 12. st.
33. Karavansaraj  Giziljdža Gala (Rabad al-Hadid) (Turkmenistan) - svjedočanstvo izvanredne vještine u izgradnji udobnog smještaja u surovom pustinjskom okruženju Karakuma.
34. Kušmejhan (Dinli Kišman) (Turkmenistan) - važan grad Mervske oaze; početna točka za prelazak pustinje Karakum do Amula.
- 24. Naselje Varakhša
- 25. Paikend
- 26. Na vratima Amula (1890.)
- 31. Karavansaraj Akja Gala
- 32. Karavansaraj Giziljdža Gala

## Vanjske poveznice
|  | Zajednički poslužitelj ima još gradiva o temi Koridor Zarafšan-Karakum |